# Ular Zhaksybaev
Ular Zhaksybaev (Shymkent, 20 de octubre de 1994) es un futbolista kazajo que juega en la demarcación de defensa para el FC Ordabasy Shymkent de la Liga Premier de Kazajistán.

## Selección nacional
El 10 de octubre de 2024 hizo su debut con la selección de Kazajistán en un partido de la Liga de Naciones de la UEFA 2024-25 contra Austria que finalizó con un resultado de 4-0 a favor del combinado austriaco tras los goles de Christoph Baumgartner, Philipp Lienhart, Marcel Sabitzer y Matthias Seidl.

## Clubes
| Club                 | País       | Año       | Partidos | Goles |
| -------------------- | ---------- | --------- | -------- | ----- |
| FC Ordabasy Shymkent | Kazajistán | 2015-2021 | 28       | 0     |
| FC Kaisar Kyzylorda  | Kazajistán | 2021      | 3        | 0     |
| FC Baikonur (cedido) | Kazajistán | 2021      | 3        | 0     |
| FC Kyran             | Kazajistán | 2021      | 6        | 0     |
| FC Aksu              | Kazajistán | 2022-2023 | 54       | 2     |
| Kyzyl-Zhar SK        | Kazajistán | 2024      | 21       | 0     |
| FC Ordabasy Shymkent | Kazajistán | 2025-     |          |       |